# Arcidiocesi di Korhogo
L'arcidiocesi di Korhogo (in latino Archidioecesis Korhogoensis) è una sede metropolitana della Chiesa cattolica in Costa d'Avorio. Nel 2023 contava 55.057 battezzati su 850.000 abitanti. È retta dall'arcivescovo Armand Koné.

## Territorio
L'arcidiocesi comprende i dipartimenti ivoriani di Boundiali, Korhogo e Tengréla nella Regione delle Savane.
Sede arcivescovile è la città di Korhogo, dove si trova la cattedrale di San Giovanni Battista.
Il territorio è suddiviso in 26 parrocchie.

## Storia
La diocesi di Korhogo fu eretta il 15 ottobre 1971 con la bolla Christi mandatum di papa Paolo VI, ricavandone il territorio dalla diocesi di Katiola. Originariamente era suffraganea dell'arcidiocesi di Abidjan.
Il 19 dicembre 1994 ha ceduto una porzione del suo territorio a vantaggio dell'erezione della diocesi di Odienné e contestualmente è stata elevata al rango di arcidiocesi metropolitana con la bolla Ad aptius providendum di papa Giovanni Paolo II.

## Cronotassi dei vescovi
Si omettono i periodi di sede vacante non superiori ai 2 anni o non storicamente accertati.
- Auguste Nobou † (15 ottobre 1971 - 25 settembre 2003 ritirato)
- Marie-Daniel Dadiet † (19 marzo[1] 2004 - 12 ottobre 2017 dimesso)
  - Sede vacante (2017-2021)
- Ignace Bessi Dogbo[2] (3 gennaio 2021 - 20 maggio 2024 nominato arcivescovo di Abidjan[3])
- Armand Koné, dal 7 marzo 2025

## Statistiche
L'arcidiocesi nel 2023 su una popolazione di 850.000 persone contava 55.057 battezzati, corrispondenti al 6,5% del totale.
| anno | popolazione | popolazione | popolazione | presbiteri | presbiteri | presbiteri | presbiteri                | diaconi | religiosi | religiosi | parrocchie |
| anno | battezzati  | totale      | %           | numero     | secolari   | regolari   | battezzati per presbitero | diaconi | uomini    | donne     | parrocchie |
| ---- | ----------- | ----------- | ----------- | ---------- | ---------- | ---------- | ------------------------- | ------- | --------- | --------- | ---------- |
| 1980 | 7.510       | 564.409     | 1,3         | 20         | 5          | 15         | 375                       |         | 20        | 38        | 14         |
| 1990 | 15.035      | 625.500     | 2,4         | 31         | 7          | 24         | 485                       |         | 31        | 69        | 18         |
| 1999 | 15.650      | 750.000     | 2,1         | 28         | 13         | 15         | 558                       |         | 27        | 74        | 20         |
| 2000 | 17.031      | 800.000     | 2,1         | 29         | 12         | 17         | 587                       |         | 31        | 76        | 20         |
| 2001 | 21.062      | 680.071     | 3,1         | 31         | 13         | 18         | 679                       |         | 30        | 69        | 20         |
| 2002 | 24.429      | 680.071     | 3,6         | 35         | 14         | 21         | 697                       |         | 33        | 74        | 20         |
| 2003 | 25.819      | 687.819     | 3,8         | 37         | 16         | 21         | 697                       |         | 28        | 42        | 20         |
| 2004 | 25.819      | 687.819     | 3,8         | 38         | 17         | 21         | 679                       |         | 28        | 42        | 20         |
| 2006 | 48.000      | 803.000     | 6,0         | 37         | 23         | 14         | 1.297                     |         | 25        | 59        | 24         |
| 2013 | 185.000     | 979.000     | 18,9        | 32         | 18         | 14         | 5.781                     | 1       | 25        | 45        | 28         |
| 2016 | 257.000     | 1.060.000   | 24,2        | 35         | 18         | 17         | 7.342                     | 1       | 30        | 49        | 33         |
| 2019 | 278.000     | 1.144.000   | 24,3        | 33         | 18         | 15         | 8.424                     | 1       | 25        | 47        | 27         |
| 2021 | 52.501      | 820.000     | 6,4         | 40         | 26         | 14         | 1.312                     |         | 28        | 42        | 27         |
| 2023 | 55.057      | 850.000     | 6,5         | 55         | 40         | 15         | 1.001                     |         | 29        | 57        | 26         |